# Pavel Nešťák
Pavel Nešťák (* 12. März 1975 in Brünn, Tschechoslowakei) ist ein ehemaliger tschechischer Eishockeytorwart.

## Karriere
Nešťák begann seine Profikarriere beim HC Opava und wagte nach nur einer Saison den Sprung nach Übersee, wo er in der East Coast Hockey League bei den Johnstown Chiefs die Nummer zwei hinter Matt Eisler wurde. Das Team verpasste jedoch aufgrund seiner schlechten Mannschaftsleistungen die Playoffs. In der Folgesaison wechselte er zwischen drei Teams der Minor Leagues, konnte sich jedoch nirgendwo durchsetzen und kehrte anschließend in sein Heimatland zurück. Im Sommer 2001 unterschrieb er einen Vertrag beim österreichischen Erstligisten EHC Linz und überzeugte von Anfang an mit herausragenden Leistungen. Auch bei den Fans avancierte er schnell zu einem der beliebtesten Spieler. In der Saison 2002/03 gelang ihm mit den Linzern der Gewinn des österreichischen Meistertitels. In den Jahren danach wurden seine Leistungen jedoch kontinuierlich schlechter, bis die Mannschaft im Jahr 2006 seinen Vertrag nicht mehr verlängerte.

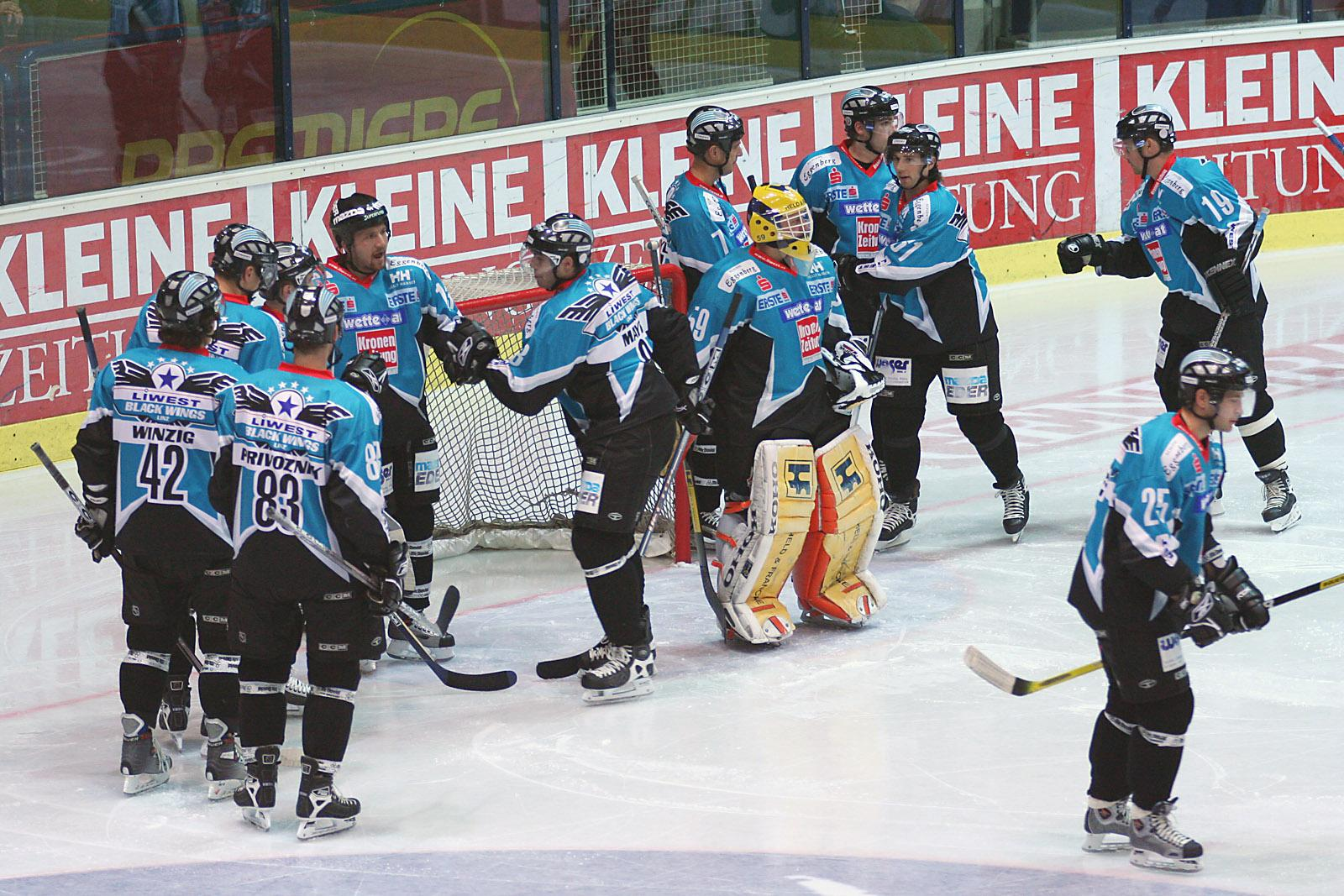
Nešťák (Bildmitte) im Trikot des EHC Linz

Nešťák wechselte daraufhin wieder nach Tschechien und heuerte beim HK 36 Skalica an, wurde jedoch aufgrund schlechter Leistungen nach nur zehn Spielen wieder entlassen. Zu dieser Zeit suchten die Graz 99ers nach einem Nachfolger für Steve Passmore und holten Nešťák an Bord, aber auch er konnte an der für die 99ers bis dahin äußerst schlecht verlaufenen Saison nichts mehr ändern und wurde schließlich durch Walter Bartholomäus ersetzt. Nešťák unterschrieb daraufhin bei VSK Technika Brno einen Vertrag und spielte für die Mannschaft von 2007 bis 2009 in der zweit- bzw. dritthöchsten Spielklasse Tschechiens. Anschließend beendete er seine Karriere.

## Erfolge
- 2003 Österreichischer Meister mit dem EHC Linz

## Statistiken

### Hauptrunde
| Saison  | Team                   | Liga                 | GP | W  | L  | T | MIP  | GA  | GAA  | SVS  | SVS%  | SO | G | A | PIM |
| ------- | ---------------------- | -------------------- | -- | -- | -- | - | ---- | --- | ---- | ---- | ----- | -- | - | - | --- |
| 1997/98 | HC Opava               | Extraliga            | 21 | –  | –  | – | 1010 | 70  | 4.16 | 585  | 89.31 | –  | 0 | 0 | 0   |
| 1998/99 | Johnston Chiefs        | ECHL                 | 19 | 7  | 9  | 2 | 1061 | 65  | 3.68 | 456  | 87.52 | 2  | 0 | 0 | 10  |
| 1999/00 | Saint John Flames      | AHL                  | 2  | 0  | 2  | 0 | 108  | 6   | 3.33 | 63   | 91.30 | 0  | 0 | 0 | 0   |
| 1999/00 | Johnstown Chiefs       | ECHL                 | 5  | 1  | 1  | 0 | 210  | 10  | 2.86 | 105  | 91.30 | 0  | 0 | 0 | 0   |
| 1999/00 | Baton Rouge Kingfish   | ECHL                 | 15 | 4  | 7  | 3 | 785  | 52  | 3.97 | 354  | 87.19 | 0  | 0 | 1 | 14  |
| 2000/01 | HC VCES Hradec Králové | 1. tschechische Liga | 28 | 13 | 8  | 7 | 1588 | 69  | 2.61 | 791  | 91.98 | 0  | – | – | –   |
| 2001/02 | EHC Linz               | ÖEHL                 | 35 | 27 | 3  | 4 | 2047 | 58  | 1.70 | 866  | 93.72 | 6  | 0 | 0 | 8   |
| 2002/03 | EHC Linz               | ÖEHL                 | 40 | 23 | 9  | 7 | 2404 | 90  | 2.25 | 1127 | 92.60 | 6  | 0 | 0 | 14  |
| 2003/04 | EHC Linz               | ÖEHL                 | 45 | 24 | 15 | 6 | 2642 | 101 | 2.29 | 1150 | 91.93 | 4  | 0 | 1 | 39  |
| 2004/05 | EHC Linz               | ÖEHL                 | 38 | 12 | 17 | 9 | 2299 | 113 | 2.95 | 1117 | 90.81 | 3  | 0 | 1 | 10  |
| 2005/06 | EHC Linz               | ÖEHL                 | 47 | 23 | 19 | 5 | 2831 | 149 | 3.16 | 1331 | 89.93 | 6  | 0 | 1 | 29  |
| 2006/07 | HK 36 Skalica          | Extraliga            | 10 | –  | –  | – | 553  | 41  | 4.45 | 311  | 88.35 | 0  | 0 | 0 | 0   |
| 2006/07 | EC Graz 99ers          | ÖEHL                 | 13 | 4  | 7  | 2 | 742  | 42  | 3.40 | 339  | 88.98 | 0  | 0 | 0 | 6   |
| 2007/08 | VSK Technika Brno      | 2. tschechische Liga | 24 | 13 | 8  | 3 | 1371 | 67  | 2.93 | –    | –     | 3  | – | – | –   |
| 2008/09 | VSK Technika Brno      | 3. tschechische Liga | 36 | 20 | 16 | 0 | 2079 | 121 | 3.49 | –    | –     | 1  | – | – | –   |

### Playoffs
| Saison  | Team              | Liga                 | GP | W | L | T | MIP | GA | GAA  | SVS | SVS%  | SO | G | A | PIM |
| ------- | ----------------- | -------------------- | -- | - | - | - | --- | -- | ---- | --- | ----- | -- | - | - | --- |
| 2001/02 | EHC Linz          | ÖEHL                 | 9  | 5 | 2 | 2 | 551 | 26 | 2.83 | 262 | 90.97 | 0  | 0 | 0 | 0   |
| 2002/03 | EHC Linz          | ÖEHL                 | 10 | 9 | 0 | 1 | 605 | 19 | 1.88 | 282 | 93.69 | 1  | 0 | 0 | 0   |
| 2003/04 | EHC Linz          | ÖEHL                 | 3  | 0 | 1 | 2 | 186 | 11 | 3.55 | 72  | 86.75 | 0  | 0 | 0 | 0   |
| 2008/09 | VSK Technika Brno | 3. tschechische Liga | 3  | 1 | 2 | 0 | 178 | 8  | 2.70 | –   | –     | 0  | – | – | –   |

### Nationalteam
| Saison | Team            | Liga   | GP | W | L | T | MIP | GA | GAA  | SVS | SVS%  | SO | G | A | PIM |
| ------ | --------------- | ------ | -- | - | - | - | --- | -- | ---- | --- | ----- | -- | - | - | --- |
| 1995   | Team Tschechien | U20-WM | 4  | – | – | – | 212 | 21 | 5.94 | 183 | 89.71 | –  | 0 | 0 | 0   |

(Legende zur Torhüterstatistik: GP oder Sp = Spiele insgesamt; W oder S = Siege; L oder N = Niederlagen; T oder U oder OT = Unentschieden oder Overtime- bzw. Shootout-Niederlage; Min. = Minuten; SOG oder SaT = Schüsse aufs Tor; GA oder GT = Gegentore; SO = Shutouts; GAA oder GTS = Gegentorschnitt; Sv% oder SVS% = Fangquote; EN = Empty Net Goal; 1 Play-downs/Relegation; Kursiv: Statistik nicht vollständig)